# La Cellule de dégrisement
Ne doit pas être confondu avec Cellule de dégrisement.
La Cellule de dégrisement était une émission radiophonique diffusée sur France Inter les samedis entre 11h et 12h de septembre 2009 à juin 2010. Elle était animée par Philippe Collin et Xavier Mauduit (tous les deux coauteurs de l'émission) et réalisée par Henri-Marc Mutel. La programmation musicale de l'émission était assurée par Thierry Dupin.
C'était une variante de l'émission Panique au Mangin Palace, succédant à Panique au Ministère Psychique.